# Pouillon (Landes)
Pouillon è un comune francese di 2 911 abitanti situato nel dipartimento delle Landes nella regione della Nuova Aquitania.

## Società

### Evoluzione demografica
Abitanti censiti